# Wilhelm Kurth
Pour les articles homonymes, voir Kurth.
 (mai 2023).
Si vous disposez d'ouvrages ou d'articles de référence ou si vous connaissez des sites web de qualité traitant du thème abordé ici, merci de compléter l'article en donnant les références utiles à sa vérifiabilité et en les liant à la section « Notes et références ».
Wilhelm Kurth (né le 1er juin 1893 à Winden et mort le 6 mars 1946 à Coblence) est un homme politique allemand (SPD) et maire de Coblence de 1945 à 1946.

## Biographie
Après la conquête de Coblence par les troupes américaines en mars 1945, Kurth est nommé maire le 8 juin 1945 par le gouvernement militaire américain pour succéder au premier maire éphémère d'après-guerre, Franz Lanters (de). Après que les Américains se soient retirés de Coblence le 17 juillet 1945, les Français reprennent l'administration militaire. La tâche principale de la nouvelle administration municipale, dirigée par le maire Kurth, consiste à débarrasser la ville des millions de mètres cubes de décombres, à restaurer les infrastructures et à approvisionner la population en nourriture. Le plus gros problème est cependant la forte migration de retour de la population évacuée vers la Thuringe jusqu'à la fin de l'année 1944. En peu de temps, 40 000 personnes regagnent leurs maisons détruites par les violents raids aériens (de), plaçant ainsi l'administration municipale devant des difficultés insolubles. Le 21 juillet 1945, le maire est donc contraint de décréter une interdiction d'immigration et de retour à Coblence. Afin d'encourager la reconstruction, il lance le 28 juillet 1945 un appel dramatique à la population de Coblence.
Après seulement dix mois de mandat, ses efforts sont brutalement interrompus par son décès prématuré le 6 mars 1946. Wilhelm Guske lui succède pendant une courte période, puis son adjoint Josef Schnorbach (de) prend le poste de maire.